# Saint-Aubin (Essonne)
Saint-Aubin település Franciaországban, Essonne megyében. Lakosainak száma 671 fő (2022. január 1.). Saint-Aubin Villiers-le-Bâcle, Gif-sur-Yvette és Saclay községekkel határos.

## Népesség
A település népessége az elmúlt években az alábbi módon változott:
| Lakosok száma | 698  | 697  | 721  | 703  | 703  | 696  | 691  | 681  | 671  |
|               | 2013 | 2015 | 2016 | 2017 | 2018 | 2019 | 2020 | 2021 | 2022 |